# Brighton Council
Brighton Council is een Local Government Area (LGA) in Australië in de staat Tasmanië. Brighton Council telt 14.791 inwoners. De hoofdplaats is Brighton.